# Myoklonie
Myoklonien sind rasche unwillkürliche Muskelzuckungen, die häufig als Begleitsymptom bei einer Vielzahl neurologischer Erkrankungen vorkommen. Sie werden kortikal (Großhirnrinde), subkortikal (andere Regionen des Gehirns) oder spinal (Rückenmark) generiert. Sie werden zu den extrapyramidalen Hyperkinesien gerechnet.
Es gibt auch Myoklonien als natürliche Phänomene ohne Krankheitswert, etwa Einschlafzuckungen.
Myoklonien sind rhythmische oder arhythmische Zuckungen an lokalen Muskelgruppen, multifokal oder generalisiert. Die Bewegungsintensität variiert. Häufig sind rumpfnahe Extremitätenabschnitte betroffen, aber auch Mimik und Rumpfmuskulatur. Wenn die Myoklonien durch Willkürbewegung verstärkt oder aktiviert werden, spricht man von einem Aktionsmyoklonus. Wenn sie durch äußere Reize (Berührung, Lichtstimuli, Geräusche) ausgelöst werden, heißen sie Reflexmyoklonus.

## Ursachen
Myoklonien können verschiedene Ursachen haben.

### Epilepsie
Myoklonien können im Rahmen einer Epilepsie auftreten, beispielsweise im Rahmen einer juvenilen myoklonischen Epilepsie oder bei der progressiven Myoklonusepilepsie. Epileptische Myoklonien sind durch äußere Einflüsse nicht unterbrechbar. Hierbei sind im EEG für Epilepsie typische Muster zu erkennen.

### Andere Erkrankungen
Im Rahmen verschiedener nicht-epileptischer Erkrankungen können Myoklonien ebenso als Symptom auftreten. Im Unterschied zu epileptischen Myoklonien sind diese Myoklonien durch Ansprache/Berührung beeinflussbar und es zeigen sich im EEG keine Epilepsie-Muster.
- Synkope (ca. 90 % kindlicher Synkopen zeigen Myoklonien als Symptom)[1]
- Einfache Tics
- Im Rahmen neurodegenerativer Erkrankungen, wie der Gluten-Ataxie
- Essentielle Myoklonie
- Schauderattacken (shuddering attacks)
- Benigne Schlafmyoklonie des Säuglings
- Benigner frühkindlicher Myoklonus

Des Weiteren treten (kortikale) Myoklonien bei folgenden Erkrankungen auf:
- Creutzfeldt-Jakob-Krankheit,
- metabolische Enzephalopathie (Hyponatriämie, Hypokaliämie),
- Virus-Enzephalitis,
- Toxische Enzephalitis (Schwermetall-, Alkohol- oder Medikamentenintoxikation)
- Organoazidopathien
- Akutes posthypoxisches Myoklonussyndrom
- Chronisches posthypoxisches Myoklonussyndrom (Synonym: Lance-Adams-Syndrom)
- Anticholinerges Syndrom
- Schwartz-Bartter-Syndrom
- Akute intermittierende Porphyrie
- Beta-Propeller-Protein-assoziierte Neurodegeneration

Myoklonien können auch durch zentral wirksame Analgetika ausgelöst werden und treten besonders bei hochdosierten und in Langzeittherapie verabreichten Opioiden auf. Ferner können sie Anzeichen eines Serotoninsyndroms sein.